# Kamenjak (Molat)
Kamenjak je nenaseljeni otočić zapadno od otoka Molata. Od obale Molata je udaljen oko 600 metara, a nabliži otok je Trata, oko 150 metara jugoistočno.
Površina otoka je 	2.107 m2, a visina oko 7 metara.